# Cordigliera Vulcanica Centrale
La Cordigliera Vulcanica Centrale è una catena montuosa della Costa Rica, formata da quattro edifici vulcanici:
- Poás;
- Irazú;
- Barva;
- Turrialba.

Lo sviluppo della catena vulcanica è di 76 km.
Il vulcano Irazú ha avuto una grande attività vulcanica nel periodo compreso tra il 1963 e il 1965; presenta alcune fumarole.

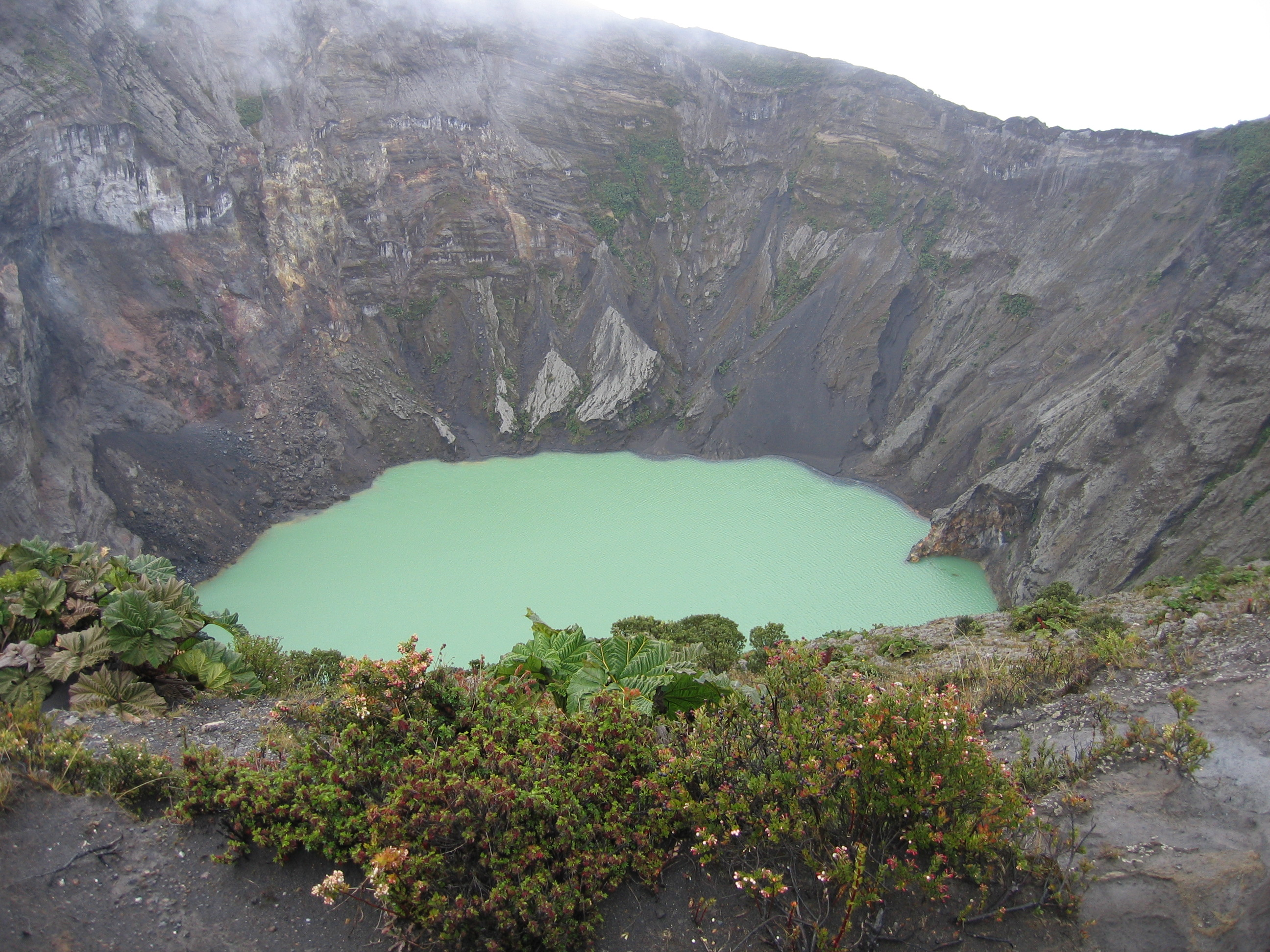
Il cratere del vulcano Irazú.

Il vulcano Poás ha fatto registrare in diverse occasioni attività geyseriana ed eruzioni di cenere, fenomeno che sta determinando abbondanti piogge acide nei dintorni, con evidente danno per le coltivazioni locali (caffè, ortaggi, legumi, fragole).